# Leptoseris cailleti
Leptoseris cailleti is een rifkoralensoort uit de familie van de Agariciidae. De wetenschappelijke naam van de soort is voor het eerst geldig gepubliceerd in 1864 door Duchassaing & Michelotti.